# Ewine van Dishoecková
Ewine Fleur van Dishoecková (* 12. dubna 1955 Leiden) je nizozemská astronomka.
Na Univerzitě v Leidenu získala v roce 1977 magisterský titul a v roce 1984 doktorát, jejím školitelem byl Alexander Dalgarno. Po působení na Harvardově univerzitě a Kalifornském technologickém institutu se v roce 1990 vrátila na Leidenskou observatoř, kde v roce 1995 získala profesuru. Od roku 2007 je externí spolupracovnicí institutu Maxe Plancka pro mimozemskou fyziku. Věnuje se astrochemii, konkrétně výzkumu molekulárních mračen. Byla členkou týmu, který na základě údajů Herschelovy vesmírné observatoře publikoval nové poznatky o roli vody při vzniku hvězd.
Od roku 2012 působí v redakci odborného periodika Annual Review of Astronomy and Astrophysics a v letech 2018–2021 byla prezidentkou Mezinárodní astronomické unie. Byla jmenována členkou Královské nizozemské akademie umění a věd, Národní akademie věd Spojených států amerických, Ruské akademie věd a Papežské akademie věd. V roce 2015 jí bylo uděleno Světové ocenění Alberta Einsteina za vědu, v roce 2018 Kavliho cena a v roce 2022 Cena Fritze Zwickyho. Je nejcitovanější molekulární astrofyzičkou na světě a byla po ní pojmenována planetka (10971) van Dishoeck.
Jejím manželem je astronom Tim de Zeeuw.